# Hellerplatz
Der Hellerplatz ist eine Passhöhe im Pfälzerwald.

## Lage
Der Hellerplatz liegt auf der Waldgemarkung von Neustadt an der Weinstraße weitab von deren Siedlungsgebiet und gehört zu dessen Stadtteil Hambach. Unmittelbar östlich erstreckt sich das Hellertal. Südlich erstreckt sich die Oberscheid, nordöstlich die Platte und nordwestlich der Schloßberg.

## Bauwerke
Unmittelbar am Hellerplatz befindet sich seit Anfang des 20. Jahrhunderts das nach ihm benannte Hellerplatzhaus, das eine Hütte des Pfälzerwald-Vereins darstellt.

## Kultur
Am Hellerplatz befindet sich der Ritterstein 247, der auf ihn hinweist.

## Tourismus

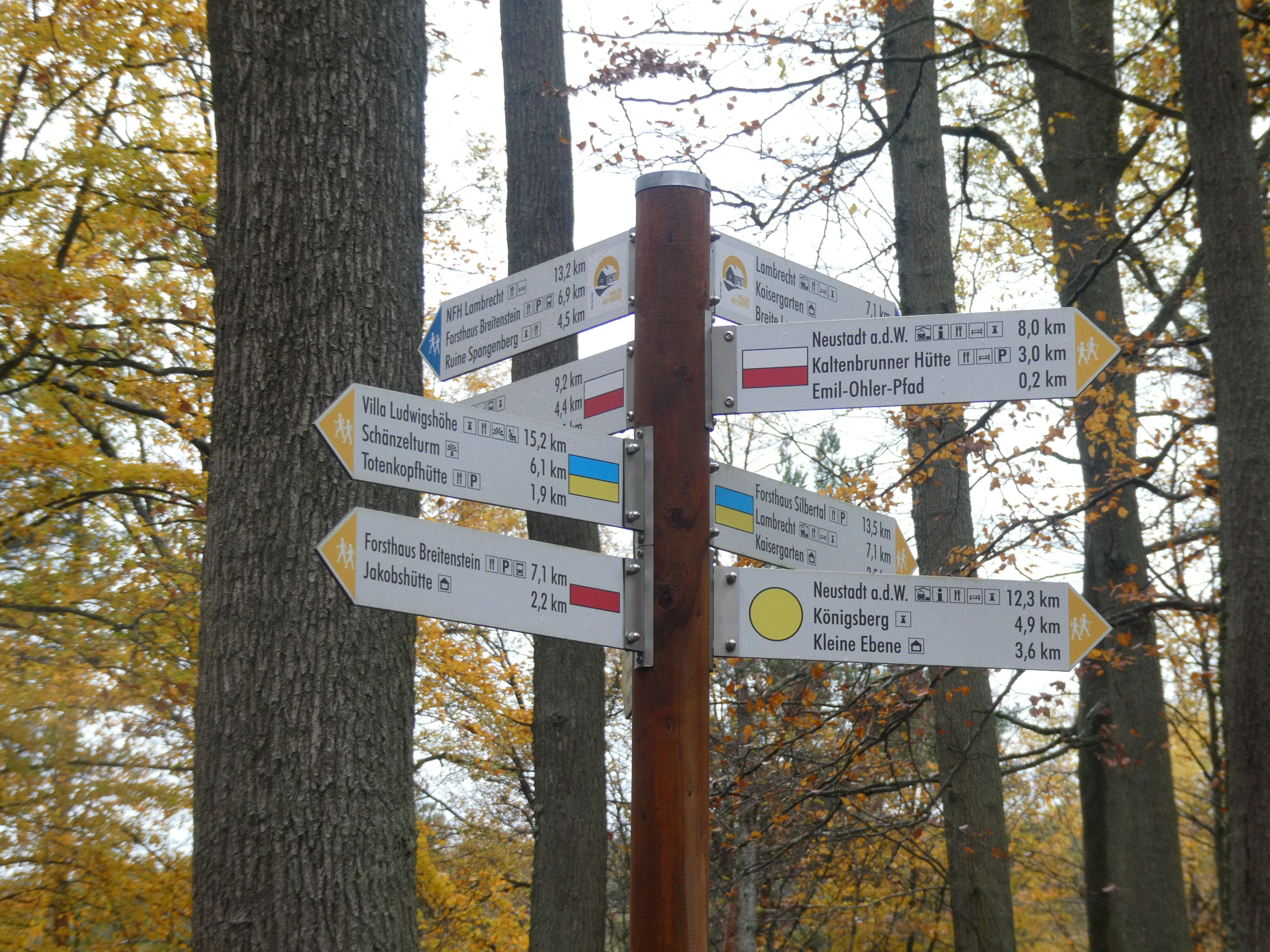
Wegweiser am Hellerplatz

Am Hellerplatz führen ein Wanderweg, der mit einem weiß-roten Balken gekennzeichnet ist und der die Verbindung mit Kaiserslautern sowie Neustadt an der Weinstraße und Speyer herstellt, und der Lieselottensteig vorbei.